# الإسلام والمسيحية

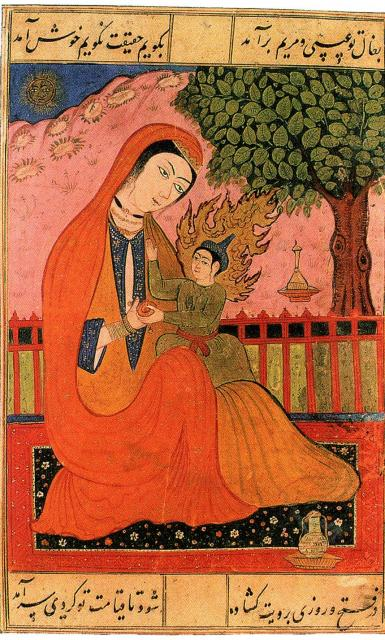
رسم فارسي يُصوّر مريم العذراء والطفل يسوع المسيح حيث يشترك المسيحيون والمسلمون في الإيمان بكل من يسوع ومريم العذراء.

العلاقة بين الإسلام والمسيحية معقدة على مر القرون، فقد سادت ألفة وتبادل إنساني وحضاري في أحيان، ومنازعات وعداوات كثيرة في أحيان أخرى بين المسيحيين والمسلمين. كان المسيحيون أول من حمى بعض المسلمين الأوائل في هجرتهم الأولى إلى الحبشة هربًا من بطش قريش، فحماهم النجاشي ملك الحبشة ونصرهم ولبثوا عنده سبع سنين، وعندما مات النجاشي قام الرسول محمد بأداء صلاة الغائب عليه في المدينة.
وفقًا للشريعة الإسلامية المسيحيين هم أقرب الناس مودة للمسلمين وعزى القرآن ذلك إلى تعبدهم وعدم استكبارهم حيث ورد في القرآن: ﴿لَتَجِدَنَّ أَشَدَّ النَّاسِ عَدَاوَةً لِلَّذِينَ آمَنُوا الْيَهُودَ وَالَّذِينَ أَشْرَكُوا وَلَتَجِدَنَّ أَقْرَبَهُمْ مَوَدَّةً لِلَّذِينَ آمَنُوا الَّذِينَ قَالُوا إِنَّا نَصَارَى ذَلِكَ بِأَنَّ مِنْهُمْ قِسِّيسِينَ وَرُهْبَانًا وَأَنَّهُمْ لَا يَسْتَكْبِرُونَ ۝٨٢ وَإِذَا سَمِعُوا مَا أُنْزِلَ إِلَى الرَّسُولِ تَرَى أَعْيُنَهُمْ تَفِيضُ مِنَ الدَّمْعِ مِمَّا عَرَفُوا مِنَ الْحَقِّ يَقُولُونَ رَبَّنَا آمَنَّا فَاكْتُبْنَا مَعَ الشَّاهِدِينَ ۝٨٣ وَمَا لَنَا لَا نُؤْمِنُ بِاللَّهِ وَمَا جَاءَنَا مِنَ الْحَقِّ وَنَطْمَعُ أَنْ يُدْخِلَنَا رَبُّنَا مَعَ الْقَوْمِ الصَّالِحِينَ ۝٨٤﴾ [المائدة:82–84] ومع ذلك ورد في القرآن أن بعضا منهم متعصبون لدينهم وكارهون للمسلمين كما ورد في القرآن: ﴿وَلَنْ تَرْضَى عَنْكَ الْيَهُودُ وَلَا النَّصَارَى حَتَّى تَتَّبِعَ مِلَّتَهُمْ قُلْ إِنَّ هُدَى اللَّهِ هُوَ الْهُدَى وَلَئِنِ اتَّبَعْتَ أَهْوَاءَهُمْ بَعْدَ الَّذِي جَاءَكَ مِنَ الْعِلْمِ مَا لَكَ مِنَ اللَّهِ مِنْ وَلِيٍّ وَلَا نَصِيرٍ ۝١٢٠﴾ [البقرة:120]ويبيح الإسلام للمسلمين مصادقة النصارى، ويفرض التعامل الحسن معهم وفقا للآية الثانية والثمانون من سورة المائدة، ولكنه يمنعهم من اتخاذهم أولياء، أي ولاة بشر من دون الله وذلك وفقا للآية الحادية والخمسون من سورة المائدة: ﴿يَا أَيُّهَا الَّذِينَ آمَنُوا لَا تَتَّخِذُوا الْيَهُودَ وَالنَّصَارَى أَوْلِيَاءَ بَعْضُهُمْ أَوْلِيَاءُ بَعْضٍ وَمَنْ يَتَوَلَّهُمْ مِنْكُمْ فَإِنَّهُ مِنْهُمْ إِنَّ اللَّهَ لَا يَهْدِي الْقَوْمَ الظَّالِمِينَ ۝٥١﴾ [المائدة:51] والتي استنبط منها العلماء المسلمون قاعدة الولاء والبراء.

## وجهات النظر

### وجهة النظر الإسلامية

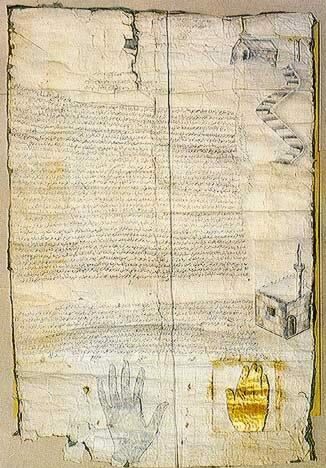
عهد الأمان أو ميثاق النبي محمد لدير سانت كاترين في سيناء، يعتقد أن أثر اليد يعود لنبي الإسلام محمد بن عبد الله شخصيًا.

يكفل القرآن الحرية الدينية بمعنى أنه لا يجبر أحدًا على الدخول في الدين، إلا أنه يحذّر من عقاب في الآخرة لمن لم يؤمن.
| الإسلام والمسيحية | وَقُلِ الْحَقُّ مِنْ رَبِّكُمْ فَمَنْ شَاءَ فَلْيُؤْمِنْ وَمَنْ شَاءَ فَلْيَكْفُرْ إِنَّا أَعْتَدْنَا لِلظَّالِمِينَ نَارًا أَحَاطَ بِهِمْ سُرَادِقُهَا | الإسلام والمسيحية |
| — سورة الكهف، 29  |                                                                                          |                   |

| الإسلام والمسيحية | وَمَنْ لَمْ يُؤْمِنْ بِاللَّهِ وَرَسُولِهِ فَإِنَّا أَعْتَدْنَا لِلْكَافِرِينَ سَعِيرًا | الإسلام والمسيحية |
| — سورة الفتح، 13  |                                                     |                   |

كما أنه يقيم نظامًا خاصًا لمعاملة اليهود والمسيحيين ويدعوهم أهل الكتاب وبحسب بعض المفكرين المعاصرين فإن أهل الكتاب يرثون الجنة،، بينما أجمع المسلمون كافة في العصور الماضية على أن من سمع بالنبي محمد ولم يؤمن به فهو كافر خالد في النار.
كما يميز القرآن بشكل خاص المسيحيين الذين آمنوا بمحمد فيعتبرهم الأقرب مودة للمسلمين:
| الإسلام والمسيحية  | لَتَجِدَنَّ أَشَدَّ النَّاسِ عَدَأوَةً لِلَّذِينَ آمَنُوا (أي المسلمين) الْيَهُودَ وَالَّذِينَ أَشْرَكُوا (قريش والقبائل العربية قبيل الإسلام)، وَلَتَجِدَنَّ أَقْرَبَهُمْ مَوَدَّةً لِلَّذِينَ آمَنُوا الَّذِينَ قَالُوا إِنَّا نَصَارَىٰ ۚ(أي مسيحيين) ذَٰلِكَ بِأَنَّ مِنْهُمْ قِسِّيسِينَ وَرُهْبَانًا وَأَنَّهُمْ لَا يَسْتَكْبِرُونَ * وَإِذَا سَمِعُوا مَا أُنْزِلَ إِلَى الرَّسُولِ تَرَى أَعْيُنَهُمْ تَفِيضُ مِنَ الدَّمْعِ مِمَّا عَرَفُوا مِنَ الْحَقِّ يَقُولُونَ رَبَّنَا آمَنَّا فَاكْتُبْنَا مَعَ الشَّاهِدِينَ وَمَا لَنَا لَا نُؤْمِنُ بِاللَّهِ وَمَا جَاءَنَا مِنَ الْحَقِّ وَنَطْمَعُ أَنْ يُدْخِلَنَا رَبُّنَا مَعَ الْقَوْمِ الصَّالِحِينَ * فَأَثَابَهُمُ اللَّهُ بِمَا قَالُوا جَنَّاتٍ تَجْرِي مِنْ تَحْتِهَا الْأَنْهَارُ خَالِدِينَ فِيهَا وَذَلِكَ جَزَاءُ الْمُحْسِنِينَ * وَالَّذِينَ كَفَرُوا وَكَذَّبُوا بِآيَاتِنَا أُولَئِكَ أَصْحَابُ الْجَحِيمِ. | الإسلام والمسيحية |
| — سورة المائدة، 82 | |                   |

كذلك يذكر القرآن مميزاتهم من الرحمة والرأفة، وأنهم مترفعون عن الذين كفروا، ويحض على مساعدتهم، وتناول الطعام معهم، وأباح الزواج من نسائهم، بمعنى علاقات اجتماعية طبيعية كاملة، أما فيما يخص الجانب الديني يطالب القرآن بالنقاش السلمي استنادًا إلى كون إله الإسلام والمسيحية واحدًا، ويسميهم نصارى أي أنصار المسيح، بيد أنه يسمي قسمًا منهم بالكافرين، ويدعوهم إلى عدم المغالاة في الدين، ودعا المسلمين لعدم اتخاذ هؤلاء الكافرين أصدقاءً، ومنها استنبط علماء الشريعة المسلمون قاعدة الولاء والبراء، ويرى بعض الراديكاليين المسلمين بأن آيات القتال في القرآن تشير إلى المسيحيين، بيد أن هذه الآيات تشير إلى قبيلة قريش قبل إسلامها بشكل واضح، وتوجد بعض الآيات التي تشير إلى قسوة في التعامل مع المسيحيين، لكنها عمومًا مرتبطة بكون المسلمين الطرف المعتدى عليه، فبشكل عام يرفض القرآن الاعتداء عليهم، ويدعو للدخول في السلام معهم.

### وجهة النظر المسيحية
المسيحية ترفض أي وحي تالي مناقض أو متمم لما أعلنه المسيح «فإنّ الله لا يتراجع أبدًا عن هباته ودعواته»، رو 11:29]. غالبية المجموعات المسيحية تقبل «وحي خاص بعد المسيح، يكون غير ملزم بشكل عام، ومثّبتًا لما أعلنه المسيح».أع 2:17]. خلال القرون الوسطى المبكرة والمتأخرة، كانت الصورة الطاغية للعلاقات الإسلامية المسيحية، هي علاقات حروب عسكرية، وهو ما نجم عنه أن تكون حصيلة الأدب الأوروبي والفهم المسيحي عامة تجاه الإسلام مشوهة بدرجة كبيرة، وعدائية، لاسيما التخوّف الذي جسدّه التهديد العثماني لأوروبا. بكل الأحوال فإن الكنيسة كسلطة رسمية لم تصدر أي وثيقة رسمية بخصوص الإسلام حتى 1965 حين أعلنت وثيقة في عصرنا ما يلي: «وتنظر الكنيسة بعين الاعتبار أيضًا إلى المسلمين الذين يعبدون معنا الإله الواحد الحي القيوم الرحيم ضابط الكل خالق السماء والأرض المكلم البشر؛ ويجتهدون في أن يخضعوا بكليتهم لأوامر الله الخفية، كما يخضع له إبراهيم الذي يُسند إليه بطيبة خاطر الإيمان الإسلامي؛ وهم يجلون يسوع كنبي ويكرمون مريم أمه العذراء كما أنهم يدعونها أحيانًا بتقوى؛ علاوة على ذلك أنهم ينتظرون يوم الدين عندما يثيب الله كل البشر القائمين من الموت؛ ويعتبرون أيضًا الحياة الأخلاقية ويؤدون العبادة لله لا سيما بالصلاة والزكاة والصوم. وإذا كانت قد نشأت، على مر القرون، منازعات وعداوات كثيرة بين المسيحيين والمسلمين، فالمجمع المقدس يحض الجميع على أن يتناسوا الماضي وينصرفوا بالخلاص إلى التفاهم المتبادل، ويصونوا ويعززوا معًا العدالة الاجتماعية والخيور الأخلاقية والسلام والحرية لفائدة جميع الناس».

### يسوع في القرآن

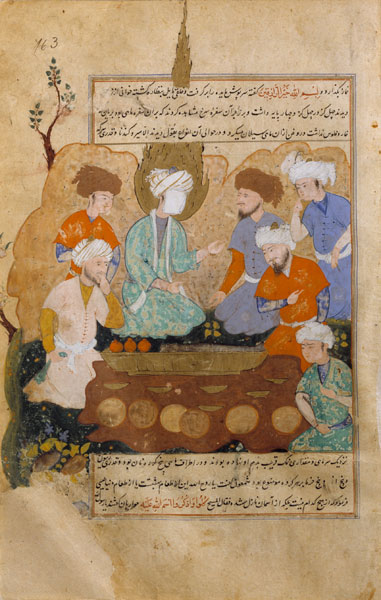
يسوع ينزل مائدة من السماء (سورة المائدة 111-115 وإنجيل يوحنا 6)، رسم تركي عثماني من القرون الوسطى، وقد تم وضع قماش أبيض على وجه عيسى احترامًا له، حيث أن تصوير الأنبياء ممنوع في الإسلام.

يدعى يسوع في القرآن عيسى تعريبًا لاسمه اليوناني إيسوس، ويسمه كذلك المسيح، ويلازم القرآن وصفه بابن مريم.؛ وهو نبي مؤتى بالبينات ومؤيد بالروح القدس، وبشرت الملائكة به مريم بكلمة من الله ويدعى وجيهًا في الدنيا والآخرة، وقد جاء بالحكمة، ويذكر القرآن أيضًا عددًا من أعمال يسوع ومعجزاته الواردة في الأناجيل، وأخرى مذكورة في الكتب الأبوكريفية، ويشدد القرآن على وصف المسيح بالبشرية، ويشبهه بآدم حيث خلقهما الله من تراب ثم نفخ فيهما من روحه، وتشير سورة الأنبياء 91 إلى عذرية مريم وحملها بأمر الله دون وجود ذكر، وتختم بالإعلان أن يسوع وأمه هما آية للعالمين؛ بيد أن القرآن يرفض ألوهية يسوع ويصفه بعبد الله، ويرفض وصفه بابن الله، كما ينكر صلبه أو مقتله،، والإيمان بالمسيح يدخل في الركن الرابع من أركان الإيمان في دين الإسلام، ويعد الإسلام من أنكر نبوة المسيح أو تنقصه أو شتمه كافرًا.

### وجهة النظر المسيحية حول محمد
يعتبر يوحنا الدمشقي (676-749 م) أول من أعطى رأيًا مسيحيًا عنه، ففي كتابه «ينبوع الحكمة» اعتبره نبيًا كاذبًا تأثر بالهرطقة الآريوسية بعد لقائه بالراهب بحيرى واستعمل القرآن لتغطية آثامه. وتعتبر أعماله هي الأساس الذي اعتمد عليه اللاهوتيون الغربيون في انتقاد الإسلام. غير أن النظرة المشرقية لمحمد اتسمت بانفتاح أكبر، فعندما سأل الخليفة العباسي محمد المهدي بطريرك كنيسة المشرق طيماثيوس الأول عن رأيه في محمد، أجاب:«كان يمشي على خُطى الأنبياء». كما أثنى طيماثيوس على محمد لكونه «أعدل شعبه عن عبادة الأوثان إلى معرفة الله الواحد». غير أن الصدامات اللاحقة مع المسلمين في الأندلس وفلسطين أدت إلى ظهور تيار مغالي في انتقاد الإسلام واشتد هذا التيار بعد حروب الأوروبيين مع العثمانيين خاصة لدى المصلحين البروتستانت؛ فقارن مارتن لوثر محمدًا ببابا روما من حيث السوء ووصفه «بالابن البكر للشيطان».
وصف الدفاعيون الكاثوليك محمدًا في مطلع القرن العشرين على أنه مصلح اجتماعي، غير أن رسالته انطلقت من فهم خاطئ لليهودية والمسيحية. وأشاد «هيلير بيلوك» أحد أبرز الدفاعيين الكاثوليك في مطلع القرن العشرين برسالة الرسول التي وضعت مكانة خاصة للمسيح وأمه مريم، غير أنه اعتبر أنه لم يأت بديانة جديدة بل رأى أن الإسلام هرطقة يهودية/مسيحية دمجت بها بعض من ديانات العرب. ومنذ انعقاد المجمع الفاتيكاني الثاني ظهرت أصوات داخل الكنيسة الكاثوليكية تدعو للاعتراف بنبوة محمد في ظل التقاليد المسيحية وذلك لخلق فرصة أكبر للحوار مع الإسلام. ويشبه مونتغمري وات محمد بأنبياء العبرانيين في كتابه «حقيقة دينية لعصرنا»:

### البارقليط
يري علماء الدين المسلمين أن محمد هو «البارقليط» (أو "المعزي" أو "المُعين" في بعض الترجمات) المذكور في إنجيل يوحنا الذي بشر به المسيح أنه سيُرسله الله بأسمه ليُعزّيهم ويُرشدهم بعد صعوده، وأن الكلمة اليونانية «باراكليتوس» والتي تعني  "المعزي"، "المُعين"، "المدافع"، "المحامي" هي تحريف للكلمة الأصلية «بيركلوتوس» (والتي يقال إنها تعني "المحمود" أو "أحمد") يقول ابن حزم الأندلسي: «إنّ النصارى زعموا أن معنى 'البارقليط' هو الروح القدس، وإنما هو بالعبرانية أحمد أو محمد.» وفي تفسير القرطبي "الجامع لأحكام القرآن"، أشار إلى نبوءات التوراة والإنجيل ومنها حديث «البارقليط"، ورأى أنه قد يكون محرفًا عن اسم النبي محمد. لكن الرد المسيحي التقليدي على هذا هو أنه لا توجد أدلة لغوية تدعم الإدعاء بأن الكلمة الأصلية كانت "بيركلوتوس" (والتي يقال إنها تعني "المحمود" أو "أحمد")، ولا يوجد أي مخطوطة يونانية قديمة تدعم هذا التبديل. وبأن صفات «البارقليط» في السياق لا يمكن أن تنطبق علي شخصًا بشريًا مثل قول المسيح عنه أنه سيمكث للأبد «وأنا أطلب من الآب فيعطيكم معزيا آخر ليمكث معكم إلى الأبد»، وأن العالم لا يراه ولا يعرفه وماكث معكم ويكون فيكم «روح الحق الذي لا يستطيع العالم أن يقبله، لا يراه ولا يعرفه وأما أنتم فتعرفونه لأنه ماكث معكم ويكون فيكم:»، وتأكيد المسيح في نفس سياق الكلام أن «البارقليط» هو الروح القدس الذي حل علي التلاميذ في يوم العنصرة وليس شخصًا آخر «وأما المعزي، الروح القدس، الذي سيرسله الآب باسمي، فهو يعلمكم كل شيء، ويذكركم بكل ما قلته لكم.».

## العلاقة في التاريخ

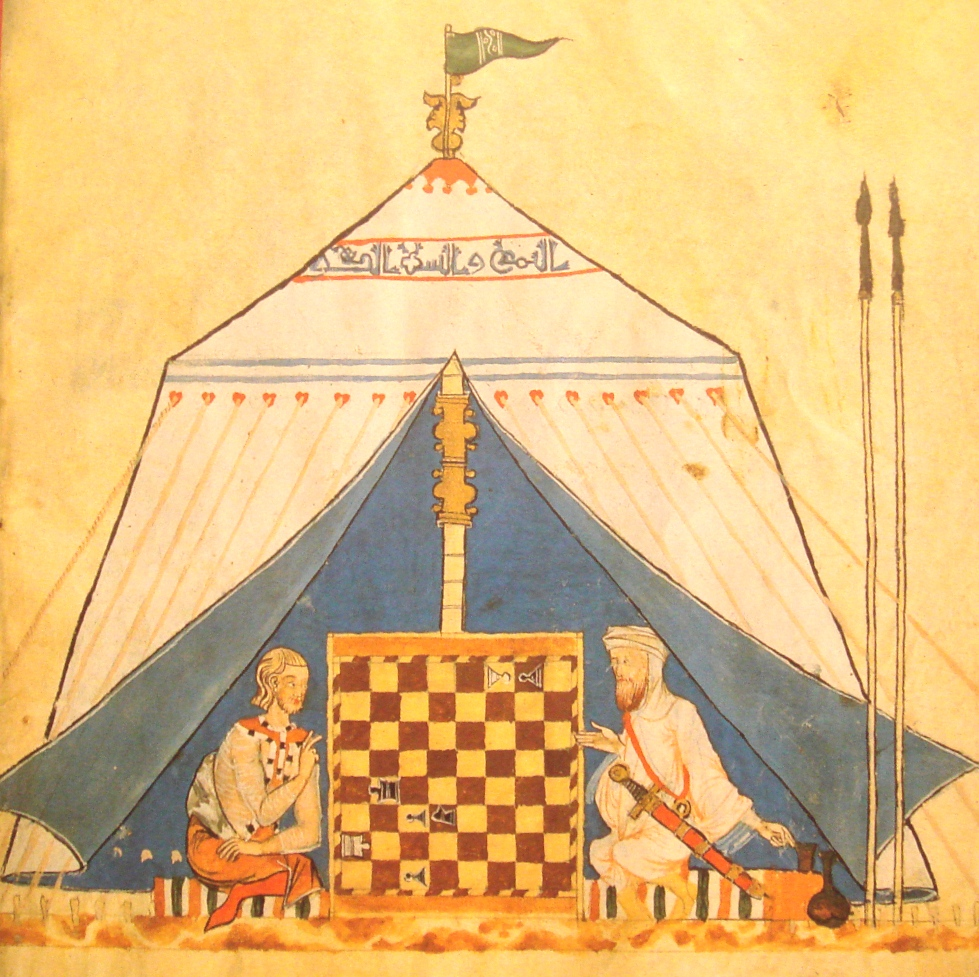
رجُلان أندلُسيَّان، أحدُهما مُسلم والآخر مسيحي، يلعبان الشطرنج، على مدار التاريخ كان هناك تبادل حضاري وإنساني بين العالم المسيحي والإسلامي.

على مدار التاريخ حصل تبادل حضاري وإنساني بين أتباع الديانة المسيحيّة والإسلاميّة، على صعيد التاريخ الإسلامي لعب المسيحيون دورًا بارزًا ورياديًا في تطوير معالم الحضارة الإسلامية والشرقية. في عهد الدولة العباسية نشط العلماء المسيحيون خاصًة؛ أتباع الكنائس المسيحية السريانية، في الترجمة من اليونانية إلى السريانية ومن ثم للعربية، حيث كان معظم المترجمين في بيت الحكمة من المسيحيين، ونشطوا أيضًا بالطب والعلوم والرياضيات والفيزياء فإعتمد عليهم الخلفاء، وتأثرت الأنماط المعمارّة الإسلاميّة بالعمارة البيزنطية والمسيحية القرسطوسية. وكان المسيحيون عماد النخبة المثقفة والثرية في عهد الدولة العثمانية والدولة الصفوية، وكانوا أكثر الجماعات الدينية تعليمًا، ولعبوا أدوارًا في تطوير العلم والتعليم واللغة والحياة الثقافية والاقتصادية. كما وقاد المسيحيون النهضة العربية بصحفهم وجمعياتهم الأدبية والسياسية. وحتى اليوم لهم دور فعّال في العالم العربي والإسلامي في مختلف النواحي الاجتماعية والاقتصادية والسياسية.
وفي التاريخ المسيحي ساهم المسلمين في أوروبا العصور الوسطى مساهمات متعددة، وأثرّوا على مجالات مختلفة كالفن والعمارة والطب والصيدلة والزراعة والموسيقى واللغة والتكنولوجيا. من القرن الحادي عشر إلى القرن الثالث عشر، نهلت أوروبا المسيحية المعرفة من الحضارة الإسلامية، عن طريق نقل الكلاسيكيات وبالأخص أعمال الفيلسوف الأغريقي أرسطو، بعد ترجمتها من العربية. كما تأثرت حرب الأيقونات؛ وهي حركة دينيّة مسيحيّة شرقيّة ظهرت في القرن السابع والثامن في الإمبراطورية البيزنطية، بأفكار ومعتقدات إسلاميّة حول تصوير الأنبياء.

### في صدر الإسلام
كما تعود علاقة المسلمين مع المسيحيين، خاصة الشرقيين، إلى عهد النبي محمد حيث كانت إحدى زوجاته، مارية القبطية، مسيحية، كما كانت مملكة الحبشة المسيحية المكان الأول الذي ضم واحتضن المسلمين الأوائل عند هجرتهم الأولى وهربهم بدينهم وفرارهم من كفار مكة. ويرى بعض الباحثين غير مسلمين بأن الإسلام هو انشقاق عن طائفة من المسيحية أو عن طائفة من اليهودية وتربط ذلك بزوجة محمد الأولى خديجة وقرابتها من ورقة بن نوفل، أو ربطه بقس بن ساعدة. وآراء أخرى ترى بأن محمداً تأثر بتلك الاتجاهات الدينية ولكنه لم يُنشِئ امتدادا لها بل أنشأ دينا جديدا بالكامل، وتعود بعض هذه النظريات إلى فترة مبكرة من التاريخ الإسلامي، ففي العهد الأموي مثلا كتب الراهب يوحنا الدمشقي بأن الراهب النسطوري الراهب بحيرى قام بمساعدة محمد في كتابة القرآن نافيا إلوهية مصدر النص القرآني. ويشير داعموا هذه النظرية إلى أدوار مهمة قامها الراهب بحيرى وعداس النينوي وورقة بن نوفل في حياة الإسلام المبكر، ويستشهدون أيضًا بأمر محمد بن عبد الله لدى فتح مكة تحطيم أصنام الكعبة الثلاثمائة والستون وإبقاءه فقط على تمثال للمسيح وأمه، وقد ظل التمثال موجودًا حتى حريق مكة أيام الزبير بن عوام، ويستشهدون أيضًا بحريق المكتبة الإسلامية في مكة سنة 1925 وفيها ستون ألف مجلدًا تعود لفترة البعثة، منها ما خطّ بيد محمد بن عبد الله وعلي بن أبي طالب، إضافة إلى كتابات يوحنا الدمشقي،

### ما بعد صدر الإسلام
لقد سادت الألفة بين الإسلام والمسيحية زمنًا طويلاً، لكن الاضطهادات التي عانى منها المسيحيون خلال بعض مراحل الدولة العباسية والدولة الفاطمية أثرت سلبًا في هذه العلاقة، وكذلك الحروب الصليبية وقسوة المماليك في التعامل مع غير المسلمين. وفي العصور الحديثة احتلت الدول الكبرى المسيحية عددًا من الدول الإسلامية ما أدى إلى مزيد من التباعد؛ إلا أن حركات تقارب عديدة ظهرت خلال النصف الثاني للقرن العشرين وقد تكون مبادرة المجمع الفاتيكاني الثاني، واحدة من أهمها:
| الإسلام والمسيحية | وتنظر الكنيسة بعين الاعتبار أيضًا إلى المسلمين الذين يعبدون معنا (أي مع المسيحيين) الإله الواحد الحي القيوم الرحيم الضابط الكل خالق السماء والأرض المكلم البشر؛ ويجتهدون (أي المسلمين) في أن يخضعوا بكليتهم لأوامر الله الخفية، كما يخضع له إبراهيم الذي يُسند إليه بطيبة خاطر الإيمان الإسلامي؛ وهم يجلون يسوع كنبي وإن لم يعترفوا به كإله، ويكرمون مريم أمه العذراء كما أنهم يدعونها أحيانًا بتقوى؛ علاوة على ذلك أنهم ينتظرون يوم الدين عندما يثيب الله كل البشر القائمين من الموت؛ ويعتبرون أيضًا الحياة الأخلاقية ويؤدون العبادة لله لا سيما بالصلاة والزكاة والصوم. وإذا كانت قد نشأت، على مر القرون، منازعات وعداوات كثيرة بين المسيحيين والمسلمين، فالمجمع المقدس (أي الفاتيكاني الثاني) يحض الجميع على أن يتناسوا الماضي وينصرفوا بالخلاص إلى التفاهم المتبادل، ويصونوا ويعززوا معًا العدالة الاجتماعية والخيور الأخلاقية والسلام والحرية لفائدة جميع الناس. | الإسلام والمسيحية |

## العلاقة وأوجه التشابه والاختلاف

### البروتستانتيّة والإسلام

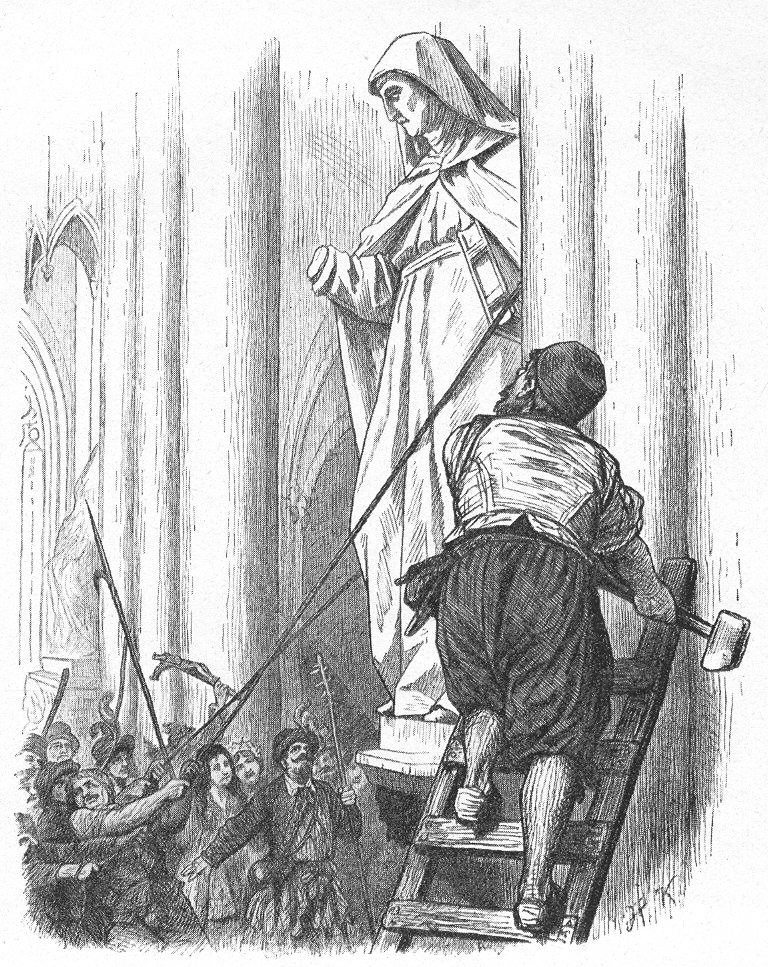
يتشارك البروتستانت والمسلمون في منع تصوير الأنبياء، رسمة تصوّر تحطيم التماثيل خلال الإصلاح البروتستانتي في هولندا.

دخل المسلمون والبروتستانت في اتصال خلال القرن السادس عشر، في وقت تزامن انتشار الحركات البروتستانتية في شمال أوروبا وتوسع الإمبراطورية العثمانية في جنوب أوروبا. وعلى خلفيّة الصراع المتشرك مع الإمبراطورية الرومانية المقدسة، وقعت العديد من التبادلات، ووجهات النظر والإمكانيات التجارية والأحلاف العسكرية بين المسلمين والبروتستانت. علمًا أنه في العصور الحديثة أصبحت العلاقات بين البروتستانت (خصوصًا في الولايات المتحدة) والمسلمين أكثر صراعية، على الرغم من بذل محاولات في التقارب. على صعيد المقارنّة الدينيّة، هناك أوجه تشابه بين البروتستانتية والإسلام مثل نقد النص وتحطيم الأيقونات في كلا النهجين الدينية، فضلًا وجود بعض الاختلافات.
ترفض البروتستانتية شروط نيل الغفران القيام بأي عمل تكفيري أو صالح؛ و«السلطة التعليمية» في الكنيسة الكاثوليكية والتي تنيط بالبابا القول الفصل فيما يتعلق بتفسير الكتاب المقدس معتبرًا أنّ لكل امرؤ الحق في التفسير؛ وتؤمن أنّ الكتاب المقدّس هو المصدر الوحيد للمعرفة المختصة بأمور الإيمان؛ وتعارض سلطة الكهنوت الخاص باعتبار أن جميع المسيحيين يتمتعون بدرجة الكهنوت المقدسة، وتتشابه وجهة النظر البروتستانيّة حول معارضة الكهنوت والرهبنة.

### الشيعة والمسيحية الكاثوليكية
تتشابه كل من الكنيسة الكاثوليكية والشيعة في العديد من النقاط:
- يتمركز اعتقاد كل منهما حول شخصية الرمز: يسوع وعلي بن أبي طالب.[72]
- فكرة الفداء تتخذ أهمية في الفكر الكاثوليكي والشيعي.
- ينطلق الفكر الكاثوليكي من حادثة مأساوية ودموية وهي قصة صلب يسوع، والفكر الشيعي من حادثة مقتل الحسين.
- تقديس العائلة المقدسة والقرابة المقدسة ومريم العذراء في الكنيسة الكاثوليكية والثقافة الكاثوليكية وتقديس آل البيت وفاطمة الزهراء في المذهب الشيعي.

### الموحدون الدروز والمسيحية

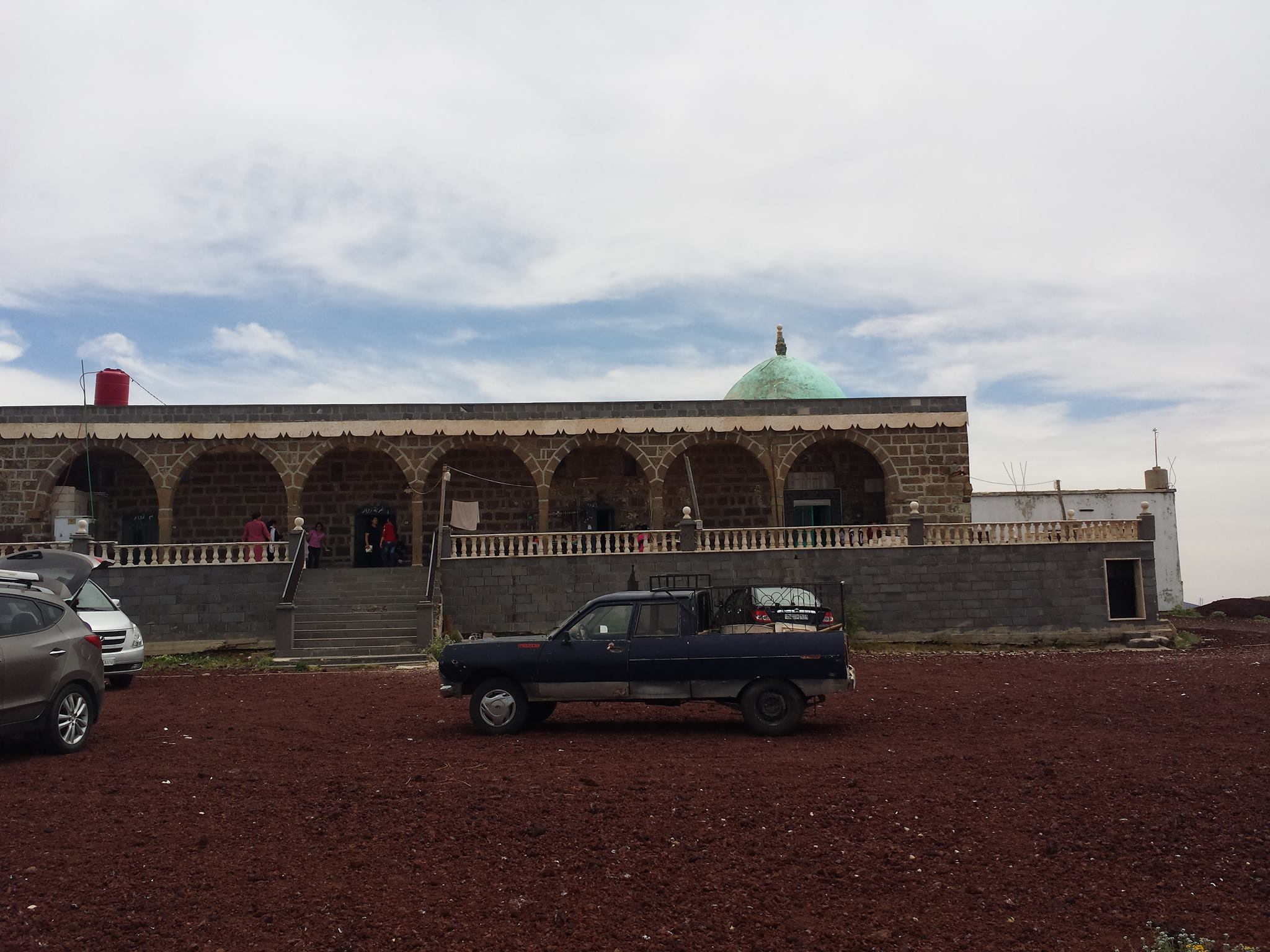
مقام السيد المسيح الدرزي في محافظة السويداء؛ يعتبر يسوع شخصية مقدسة ومبجلة في المسيحية ومذهب التوحيد الدرزي.

الدروز هم فرقة باطنية منشقة عن الطائفة الإسماعيلية، وهم يُنسبون إلى محمد بن إسماعيل الدرزي، أحد دعاة الخليفة الفاطمي، الحاكم بأمر الله. وهم يؤمنون بالتوحيد، فالله واحد أحد لا بداية له ولا نهاية، وبأن الدنيا تكونت بقوله «كوني» فكانت، وبأن الأعمار مقدّرة، وهم يكرمون الأنبياء المذكورين في الكتب المنزلة. وأبرز ما يختلف به الدروز عن سائر الفرق الإسلامية، اعتقادهم بالتناسخ، أي أن الأرواح البشرية تتناسخ أو تتقمص، أي تنتقل عند الوفاة من إنسان لإنسان مثله. كما ولا تتبع العقيدة الدرزية أركان الإسلام الخمسة، مثل الصيام في شهر رمضان، والحج إلى مكة. ويحرص الدروز على الفضائل ويقدمونها على بعض الفروض الدينيّة. ويعتبر رجال الدين الدروز أنفسهم من المسلمين، إلا أن علماء السنّة والشيعة كان لهم نظرات أخرى لهذا الادعاء، حيث قبله البعض ورفضه البعض الآخر. وتتضمن عقيدة الموحدين الدروز بعض العناصر المسيحية. بالمقابل يعد بعض الباحثين مذهب التوحيد الدرزي ديانة إبراهيمية وتوحيدية مُستقلة مُنشقة من الإسلام.
على صعيد المقارنة الدينيّة لا تؤمن الطوائف المسيحية بالتناسخ، أي أن الأرواح البشرية تتناسخ أو تتقمص، وذلك على خلاف معتقدات الدروز كما أن المسيحيّة ديانة تبشيرّية وذلك على خلاف الدروز حيث أغلقوا باب اعتناق المذهب. في حين أن أوجه التشابه تتمثل في وجهة النظر الدروز والمسيحيين للزواج، في المذهب الدرزي لا يتزوجون إلا بواحدة وإذا طلّق أحدهم امرأته فلا يجوز له ردها، وفي المسيحية لا يعتبر تعدد الزوجات شكلاً من أشكال الزواج المقبولة داخل المسيحية، ففي العهد الجديد دعى يسوع إلى وحدانية الزواج، وترفض اليوم معظم الطوائف المسيحية تعدد الزوجات كما تنظر المبادئ المسيحية للزواج على أنه علاقة أبدية. لذلك من الصعب الحصول على الطلاق نظرًا لكون الزواج عقدًا غير منحل، فقد فيّد القانون الكنسي حق الطلاق بعدة قيود لكن لم يصل إلى إلغائه، وظهرت أوضاع أخرى من التسهيلات كفسخ الزواج أو الهجر. ويعتبر يسوع أو عيسى بن مريم من الأنبياء السبعة الذين ظهروا في فترات مختلفة من التاريخ حسب معتقدات المذهب الدرزي. ويذكر الكتاب المقدس النبي شعيب وهو النبي الرئيسي في مذهب التوحيد، أنه بعث لأهالي قوم مدين وصاهر النبي موسى. ويعتبر القديس المسيحي جرجس أو كما يسمى عند الدروز بالخُضر، شخصية مقدسة ومبجلة في العديد من الطوائف المسيحية ومذهب التوحيد الدرزي.
يتمركز الغالبية الساحقة من الدروز في سوريا ولبنان وإسرائيل، وقد اختلط أتباع الطوائف المسيحية والدروز وكان من نتيجة هذا التقارب والتجاور وجود قرى وبلدات مختلطة بين المسيحيين والدروز في جبل الدروز وجبل لبنان ومنطقة الجليل وجبل الكرمل، كما اعتنق عدد من الدروز الديانة المسيحية. تاريخيًا كانت العلاقات بين المسيحيين والدروز وديّة وكان يسود التعايش بين الطائفتين على الغالب، بإستثناء بعض الفترات منها الفتنة الطائفية الكبرى لعام 1860 وما نجم عنها من مذابح مؤلمة في جبل لبنان ودمشق وسهل البقاع وجبل عامل بين المسلمين والمسيحيين عمومًا، والدروز والموارنة خصوصًا.

### الجماعة الأحمدية والمسيحية
على خلاف المذاهب الإسلاميّة الرئيسيّة يؤمن المسلمون من الجماعة الأحمدية بأن يسوع قد صلب لكنه لم يمت على الصليب، بل أغشي عليه ثم صحا وهاجر ومات ميتة عادية، ويبنون اعتقادهم هذا على تفسير ميرزا غلام أحمد للقرآن للآية القرآنيّة ﴿إِذْ قَالَ اللَّهُ يَا عِيسَى إِنِّي مُتَوَفِّيكَ وَرَافِعُكَ إِلَيَّ وَمُطَهِّرُكَ مِنَ الَّذِينَ كَفَرُوا وَجَاعِلُ الَّذِينَ اتَّبَعُوكَ فَوْقَ الَّذِينَ كَفَرُوا إِلَى يَوْمِ الْقِيَامَةِ ثُمَّ إِلَيَّ مَرْجِعُكُمْ فَأَحْكُمُ بَيْنَكُمْ فِيمَا كُنْتُمْ فِيهِ تَخْتَلِفُونَ ۝٥٥﴾ [آل عمران:55]. وبحسب التعاليم الأحمدية فإنّ يسوع بعث إلى الحياة في القبر، وذهب للهند ليبحث عن قبيلة إسرائيل الضائعة، وهناك أسمى نفسه يوز أساف وتزوج من مريم المجدلية وأنجب أطفالا، ثم توفي وعمره 120 عاما ودفن في مقاطعة سريناغار.
بالمقابل وحسب الروايات الدينية المسيحية صلب يسوع كانت حادثة في نهايات وجود المسيح على الأرض. ترى الكنائس المسيحية أن المسيح قد صُلِب وافتدى ذنوب من في الأرض بحياته عندما صُلب، وأن الله قد تصالح مع البشر بالرغم من كثرة خطاياهم وافتداهم بدم المسيح. يأتي صلب المسيح بعد المحاكمة، ويمثل حدثًا بالغ الأهمية يحتفل به في عدة مناسبات أعظمها جمعة الآلام. وفي اليوم الثالث أي الأحد قام من بين الأموات بحسب المعتقدات المسيحية ورفع إلى السماء في اليوم الخمسين، بعد أن وعد المؤمنين به أنه سيعود في آخر الزمان؛ حسب المعتقدات المسيحيّة.

### المورمونية والإسلام
كثيرًا ما تمت المقارنة بين المذهب المسيحي المورموني والإسلام لوجود العديد من أوجه النظر المتشابهة. على سبيل المثال أشير إلى جوزيف سميث، مؤسس المورمونية، باسم «محمد الحديث» من قبل صحيفة نيويورك هيرالد، بعد وقت قصير من مقتله في يونيو حزيران 1844، تكرر هذا النعت. المقارنة بين أنبياء المورمون والمسلمين لا تزال تحدث، وأحيانًا لأسباب مهينة أو جدلية ولكن أيضا لأغراض أكثر علميّة ومحايدة. في حين أن هناك العديد من أوجه الشبه بين المورمونية والإسلام هناك أيضًا اختلافات جوهرية كبيرة بين الديانتين. على المستوى التاريخي والاجتماعي تعتبر العلاقات بين المورمون والمسلمين ودية؛ وقد شهدت السنوات الأخيرة زيادة في الحوار بين أتباع المورمونية والإسلام، من خلال التعاون في المساعي الخيرية، وخاصَة في منطقة الشرق الأوسط.
الممارسات الشائعة للمورمون تشمل دفع العشور، الامتناع عن العلاقات الجنسية قبل الزواج، والمشاركة في قيادة الكنيسة، ولامتناع عن العمل يوم الأحد عندما يكون ذلك ممكنًا، أمسيات الأسرة في المنزل والتبشير. تُحرّمُ كنيسة قديسي الأيام الأخيرة شرب الخمر، وغالبية أتباعها لا يشربون الشاي والقهوة وكل ما يحتوي على الكافيين، كما أنهم لا يدخنون السجائر. وبعض المتشددين من المورمون يمنعون النساء من لبس التنانير القصيرة وسراويل. تشجّع المورمونية على الروابط الأسرية وصلة الرحم وتعطيها مكانة خاصة ويظهر ذلك في تخصيص أمسية السبت والاثنين لِلَم شمل العائلة وعلى أيضًا على إنجاب البنين والأسر الكبيرة. فضلًا عن تشجيع حسن الضيافة والكرم. كما أن بعض هذه الممارسات تتشابه مع بعض الممارسات الشائعة بين عموم المسلمين مثل عدم شرب الخمر وإنجاب البنين وإنشاء الأسر الكبيرة.